# Melith család
A  Bribiri Melith család  kihalt főnemesi családainak egyike volt. A család eredetét a bribiri Šubić családból, rajtuk keresztül pedig a Horvátországbeli Bribir helyséből származtatják.

## Története
Az oklevelekben nevük 1223-ban fordult elő először, amikor II. András király Melith Gergelynek és Istvánnak (Comitibus) adományt adott Horvátországban bizonyos Domald javaira a Corca vizétől egészen a tengerig és Zadurig. (Szirmay: Zemplin vm.), s a családé volt Zemplén vármegyében a czékei és a radi vár is.
Az 1500-as évek közepe táján a Bribéri Melith családnak Ugocsa-, Szabolcs-, és Szatmár vm-ben is voltak birtokai. Szatmár megyében tulajdonuk volt Magas Ligeth, Csenger, Kocsord és Szalka település is.
A Melithek közül György  a Szatmár megyei Szalkán telepedett le, a felesége a Csaholyi családból való Csaholyi Anna által örökölt régi Csaholyi birtokon, melyet anyjuk után fiai : István, Pál, Péter és György örököltek.
Bribéri Melith Péter szabolcsi főispán volt,
Melith István 1572-ben Rudolf király koronázására Zemplén vármegye követe volt.
Péter 1611-ben nejével, Zokolyi Erzsével együtt Szatmár vármegyei Jánka, Gyügye és Ricse helységekre.
A Bribéri Melith család tagjai közül 1622-ből Gergelyről tudunk még, kinek neje Chapy Zsuzsánna volt, s kivel együtt volt jelen az az évben megtartott Zemplén megyei főispán beiktatásán.
1633-ban pedig Darah helységre nyert királyi adományt. 1637-ben T.-Bodrogon a ferenczes szerzeteseknek zárdát építtetett.
Ugyanez időben található még a családból Melith Vid, kinek neje Chapy Zsuzsánna volt
György 1638-ban Kocsordon kastélyt építtetett, majd azt öccsének, Péternek adományozta.
1638-ban királyi adománnyal Homok egész birtokába priberi Melith Péter szatmári főkapitányt iktatták be.
A családból ismert még Melith Klára (1643–1685), aki Csáky István második felesége lett. 
Egy 1723-as összeírás Báró Melith Zsigmond által egykor Csontos Györgynek elzálogosított csengeri birtokát említi. (MOL. UC 145: 70.))
Egy 1752-ben készült kamarai oklevél (MOL.: UC 111:37) a Melith család egykori Magas Ligeth-i birtokát említi, mely a család magvaszakadtával Pelsőczy György özvegyére, s annak mostohafiára szállt.